# آرتور اسکات کینگ
 آرتور اسکات کینگ (انگلیسی: Arthur Scott King؛ زاده ۱۸ ژانویه ۱۸۷۶ درگذشته ۱۷ آوریل ۱۹۵۷) یک فیزیک‌دان، و ستاره‌شناس اهل ایالات متحده آمریکا بود.